# Lolita Lebrón
Dolores "Lolita" Lebrón Sotomayor (San Juan, 19 de novembro de 1919 – Lares, 1 de agosto de 2010) foi uma líder e ativista defensora da independência do Porto Rico. Lolita protagonizou um atentado armado contra a Câmara dos Deputados dos Estados Unidos, em março de 1954, reivindicando a independência de Porto Rico.

## Biografia
Ela nasceu e cresceu em Lares, no sudoeste de Porto Rico, onde se juntou ao Partido Liberal de Porto Rico. Na sua juventude, ela conheceu Francisco Matos Paoli, um famoso poeta porto-riquenho, com quem teve um relacionamento. Em 1941, Lebrón migrou para Nova Iorque, onde se juntou ao Partido Nacionalista de Porto Rico, ganhando influência liderança no partido.
Aos 34 anos de idade, Lolita disparou sua arma de fogo no plenário para reivindicar a independência de Porto Rico, motivo pelo qual foi presa. Em 1979, 25 anos após sua prisão, Lebrón e outros ativistas foram libertados com indulto do então presidente Jimmy Carter.